# Trần Quán Hy
Trần Quán Hy (sinh ngày 7 tháng 10 năm 1980) là một nam diễn viên, ca sĩ, nhà thiết kế thời trang người Hồng Kông sinh ra ở Canada, là người sáng lập của CLOT Inc., kiêm tổng giám đốc điều hành (CEO) của Clot Media Division Limited.
Ngày 21 tháng 2 năm 2008, anh đã tuyên bố rút lui khỏi làng giải trí Hồng Kông "vô thời hạn" do một vụ scandal ảnh nóng trên mạng có liên quan đến một số ca sĩ, diễn viên, người mẫu nổi tiếng để dành thời gian cho các hoạt động xã hội.

## Tiểu sử
Trần Quán Hy sinh ra Vancouver, British Columbia, Canada trong gia đình có hai chị gái. Anh mang 1/8 dòng máu người Bồ Đào Nha. Cha là doanh nhân Trần Trạch Dân (陳澤民) được biết đến là ông trùm nổi tiếng trong ngành công nghiệp giải trí Hồng Kông với tên "Cửu Ca" hay "Anh Cửu" (九哥).
Trần Quán Hy từng học trung học R.C. Palmer Secondary School ở Richmond, British Columbia. Khi quay về Hồng Kông theo học trường quốc tế Hồng Kông (Hong Kong International School), anh là bạn cùng lớp năm lớp 10 với Tạ Đình Phong. Trần Quán Hy sử dụng tiếng Anh như ngôn ngữ mẹ đẻ và sau này mới học nói tiếng Phổ thông và tiếng Quảng Đông và một ít tiếng Nhật.

## Danh sách phim

### Phim điện ảnh
- 2000: Dead or Alive 2: Birds (Nhật Bản)
- 2000: Gen-Y Cops
- 2001 - Final Romance
- 2001: Chó và mèo (lồng tiếng, phiên bản tiếng Quảng Đông)
- 2001: Ngọc nữ thiêm đinh
- 2001 - Ái quân như mộng
- 2002 - Princess D
- 2002 - Nine Girls and a Ghost
- 2002 - Vô gian đạo
- 2003 - Thiên cơ biến
- 2003 - Phi long tái sinh (Khách mời)
- 2003 - Vô gian đạo II
- 2003 - Tuyệt chủng thiết kim cương
- 2003 - Vô gian đạo III (Khách mời)
- 2004 - Thành phố sexy
- 2004 - Tân Trát sư huynh
- 2004 - Life, Translated
- 2004 - Giang hồ
- 2004 - Thiên cơ biến II
- 2004 - Mục tiêu di động
- 2004 - A-1 Headline
- 2005 - Initial D
- 2005 - Under The Same Moon (同じ月を見ている) (Nhật Bản)
- 2006 - Chó cắn chó
- 2006 - Sự căm thù 2
- 2007 - Shrek (lồng tiếng, phiên bản tiếng Quảng Đông)
- 2007 - Trivial Matters (破事兒)
- 2008 - Hiệp sĩ bóng đêm (Khách mời)
- 2009 - Tay súng thần (神鎗手)